# Cesare Mori
Pour les articles homonymes, voir Mori.
Cesare Mori, né à Pavie le 22 décembre 1871 et mort à Udine le 6 juillet 1942, est un préfet italien avant et pendant le régime fasciste puis un sénateur. Il est connu comme le préfet de fer (prefetto di ferro) pour son action contre la mafia en Sicile.

## Biographie

### Enfance et jeunesse
Cesare Mori a grandi dans un orphelinat et il est reconnu par ses parents naturels en octobre 1879. Il étudie à l'académie militaire de Turin, mais ayant épousé une jeune fille Angelina Salvi et parce qu'il ne dispose pas de la dot requise par le règlement militaire de l'époque, il doit démissionner. Il rentre dans la police, œuvrant d'abord à Ravenne, puis en 1904, à Castelvetrano, dans la province de Trapani.

### Premières expériences en Sicile
Mori commence immédiatement à agir énergiquement, utilisant les mêmes méthodes décisives, inflexibles et peu orthodoxes qu'il reprendra — avec une autorité et une liberté d'action incomparablement supérieures — plusieurs années après dans toute la Sicile. Il réalise de nombreuses arrestations et échappe à plusieurs attentats.
Le procureur général de Palerme : « Finalement nous avons à Trapani un homme qui n'hésite pas à frapper la mafia là où elle pousse. Dommage, pourtant, qu'il a toujours les députés de la rapine contre lui… ».
Mori est donc transféré à Florence en janvier 1915, avec la fonction de vice-commissaire. À la suite de l'aggravation de la situation en Sicile qui coïncide avec le début de la Première Guerre mondiale, il est renvoyé en Sicile pour commander un groupement spécial dont l'objectif est une campagne contre le brigandage. Au cours de ses ratissages, Mori se distingue encore une fois pour ses méthodes énergiques et radicales. À Caltabellotta, en une seule nuit, il fait arrêter plus de 300 personnes ; et il obtient des résultats très positifs.
Quand les journaux parlent de « coup mortel à la Mafia », Mori déclare à un de ses collaborateurs :

« Ceux-là n'ont pas encore compris que les brigands et mafia sont deux choses différentes. Nous avons touché les premiers, indubitablement, ils représentent l'aspect le plus visible de la pègre sicilienne mais pas le plus dangereux. Le vrai coup mortel nous le donnerons quand nous serons autorisés à agir pas seulement entre les figues de barbarie mais dans les promenoirs des préfectures, des commissariats, des grands palaces, et pourquoi pas, dans certains ministères. »

Promu et décoré de la médaille d'argent de la valeur militaire, Mori est affecté à Turin comme commissaire, puis à Rome et à Bologne.

### Bologne et le squadrismo fasciste
En 1922, avec la charge de préfet de Bologne, Cesare Mori fait partie — en fidèle serviteur de l'État décidé à appliquer la loi de manière inflexible — du peu de personnes à s'opposer aux squadristi fascistes.
L'escalade de la tension politique intervient après la blessure de Guido Oggioni, fasciste et vice-commandant de Sempre Pronti, alors qu'il revient d'une expédition punitive contre des rouges et l'assassinat de Celestino Cavedoni, secrétaire du fascio. Mori s'oppose aux représailles violentes et aux expéditions punitives fascistes. Il envoie la police contre eux et est grandement contesté.
À un officier qui lui confesse soutenir la « jeunesse nationale » de Mussolini, Mori répond en comparant de manière égale les fascistes et les « rouges » : « Jeunesse nationale une corne ! Ils sont subversifs comme les autres. »
À cause de ses précédents, avec la montée au pouvoir du Fascisme Mori tombe en disgrâce et est dispensé de service actif. Il prend sa retraite en 1922 à Florence avec son épouse.

### Lutte contre la Mafia

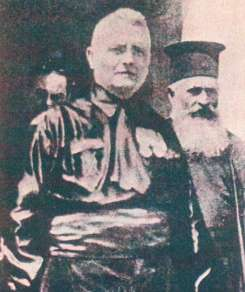
Cesare Mori en chemise noire

Parce qu'il est un homme énergique et non sicilien, qu'il n'a pas de contact avec la mafia locale mais qu'il connait la Sicile, il est rappelé en service actif en 1924 par le ministre de l'Intérieur Luigi Federzoni et envoyé comme préfet de Trapani, où il arrive le 2 juin 1924 et où il reste jusqu'au 12 octobre 1925. Comme première mesure, il retire immédiatement tous les permis d'armes et en janvier 1925, il nomme une commission départementale qui pourvoit aux autorisations qu'il rend obligatoire pour certaines activités traditionnellement contrôlées par la mafia (campieraggio et guardiania).
Après le très bon travail de Trapani, sur ordre de Benito Mussolini il est nommé préfet de Palerme, avec des pouvoirs extraordinaires sur toute l'île avec l'objectif d'éradiquer la mafia par n'importe quel moyen. Il s'établit donc à Palerme le 22 octobre et il y reste jusqu'en 1929.
Voici le texte du télégramme envoyé par Mussolini :

« …Votre Excellence a carte blanche, l'autorité de l'État doit être absolument, je répète, absolument rétablie en Sicile. Si les lois actuellement en vigueur la bloquent, cela ne constituera pas un problème, nous ferons de nouvelles lois… »

Il met en place une dure répression contre la délinquance et la mafia, touchant même des bandes de brigands et des petits seigneurs locaux ; la police a recours à la torture et à la délation. Dans la nuit du 3 au 4 janvier 1926, il réalise sa plus fameuse action à savoir l'occupation de Gangi, village fortifié de nombreux groupes criminels. Avec de nombreux hommes, des carabiniers et de la police, il passe au peigne fin le village, maison par maison, arrêtant les bandits, les mafiosi et les plusieurs personnes recherchées. Les méthodes utilisées pendant cette opération sont particulièrement dures et Mori n'hésite pas à utiliser les femmes et les enfants comme otages pour contraindre les malfaiteurs à se rendre. C'est en raison de la dureté de ses méthodes qu'il est surnommé le préfet de fer.
Avec des méthodes plus ou moins similaires, qui rappellent beaucoup la lutte contre le brigandage post-risorgimentale, Mori continue son action pendant les années 1926-1927 et dans les tribunaux les condamnations contre les mafiosi commencent à être très dures telles que le confinement et la confiscation des biens. La répression va renforcer la clandestinité de l’organisation mafieuse et favoriser sa dissémination hors des frontières insulaires particulièrement aux États-Unis, donnant naissance à Cosa Nostra. Rapidement les enquêtes révèlent des rapports existants entre les mafiosi et les hommes du vieil État risorgimentale, et il entre en conflit avec l'élément majeur du nouveau fascisme palermitain, Alfredo Cucco, qu'il réussit à faire exclure du Parti et donc de la vie publique en 1927. En 1929, Mori est mis au repos pour ancienneté de service et, le 16 juin, il est nommé sénateur du royaume sur proposition de Mussolini, pendant que dans toute l'Italie, la propagande déclare orgueilleusement que la mafia a été vaincue.

### Dernières années
Comme sénateur, il continue à s'occuper des problèmes de la Sicile dont il reste bien informé mais sans pouvoir effectif et assez marginalisé. 
Son habitude de soulever le problème de la mafia est vue avec gêne par les autorités fascistes au point d'être invité à ne plus parler d'une honte que le fascisme a effacé. Mori écrit ses mémoires en 1932 et son livre le plus connu est Con la mafia ai ferri corti (republié en 1993 par l'éditeur Pagano de Naples).
Il se retire à Udine où il meurt en 1942, oublié de tous.
Il est enterré dans le cimetière de Pavie.

## Résultats de l'action de Mori
Encore aujourd'hui, les méthodes employées par Mori dans la lutte au phénomène mafieux portent à discussion. Il est indubitable que son action fut vigoureuse et efficace. Mori ne s’occupe pas seulement des strates les plus basses de la mafia mais aussi des connexions dans le milieu de la politique, il fait dissoudre le fascio de Palerme et poursuit aussi bien l’homme le plus en vue du fascisme sicilien, Alfredo Cucco, qu’il fait exclure du Parti national fasciste (PNF) alors qu’il est membre du Grand Conseil du fascisme, ainsi que l’ex-ministre de la Guerre, le puissant général Antonino Di Giorgio.
Les charnières principales de l'action de Mori — fort de la carte blanche qui lui est attribuée et assisté d'hommes parmi lesquels le procureur général de Palerme qu'il a nommé Luigi Giampietro et le délégué calabrais Francesco Spanò — furent :
- obtenir un premier succès important avec une opération de grande envergure pour réaffirmer l'autorité de l'État et donner un signal fort (l'occupation de Gangi) ;
- ré-obtenir l'appui de la population en l'impliquant directement dans la lutte contre la mafia ;
- créer un environnement cultuel hostile à la mafia, en combattant l'omertà (la loi du silence), en s'occupant de l'éducation des jeunes et en stimulant la rébellion contre la mafia ;
- combattre la mafia dans son patrimoine et ses intérêts économiques ;
- rétablir le fonctionnement normal et le développement des activités productives en Sicile ;
- condamner avec des peines sévères et implacables les criminels, faisant ainsi disparaitre le climat d'impunité.

Sa stratégie se basait sur le schéma suivant : les mafiosi appartenaient essentiellement au milieu rural moyen et tenaient sous leur contrôle aussi bien les grands propriétaires que les milieux plus pauvres. Le « milieu moyen mafieux » éliminé, les latifondistes se seraient libérés de deux contraintes, d'être des victimes des mafieux et de la rage populaire qui les soupçonnaient de connivence avec la mafia.
L'action de Mori se révéla efficace dès sa première intervention: dans la seule province de Palerme, les homicides baissèrent de 268 en 1925 à 77 en 1926, les vols de 298 à 46. Les repentis ont reconnu le grave état de difficulté de la mafia en ces années.
Après le départ de Mori, il y eut rapidement une recrudescence du phénomène mafieux en Sicile. Comme l'écrit en 1931 un avocat sicilien dans une lettre adressée à Mori : « Désormais la Sicile s'entretue et se vole allègrement comme auparavant. Presque tous les chefs de la mafia sont revenus à la maison… »
En réalité, les dirigeants de la mafia avaient plié sous la répression et profitèrent de l'occasion du débarquement Allié en Sicile pour relever la tête. Le rôle de personnages tels que Lucky Luciano fut fondamental. À la fin de la guerre, les Alliés choisirent souvent de mettre des mafiosi à la direction des administrations locales siciliennes, sûrs de leur antifascisme et de leur anticommunisme.

## Dans les arts et la culture populaire

### Filmographie

#### Cinéma
- 1977 : L'Affaire Mori de Pasquale Squitieri, joué par Giuliano Gemma.

### Littérature

#### Roman
- Le personnage de Mori est évoqué dans le roman Il Giorno della Civetta de Leonardo Sciascia[6]. Le personnage de Mori est évoqué dans le roman Rhapsodie italienne de Jean-Pierre Cabanes (2020)

### Musique

#### Chanson
- Akhenaton, dans « La Cosca », parue sur son album Métèque et mat, qui retrace la vie et les péripéties d'un mafieux sicilien fictif, fait référence à l'action du préfet Mori.

## Publications
- (it) Cesare Mori, Con la mafia ai ferri corti, Milano, Mondadori, 1932